# مادیهه شرقی
مادیهه شرقی (به لاتین: Madihe East) یک منطقهٔ مسکونی در سری‌لانکا است که در استان جنوبی (سری‌لانکا) واقع شده‌است.